# Iklanberény
Iklanberény est un village de Hongrie, situé dans le département de Vas. Lors du recensement de 2001, il y avait 42 habitants.